# Pogoro-Foulbé
Pogoro-Foulbé est une localité du département de Rollo, dans la province de Bam, dans le Centre-nord, au Burkina Faso. En 2006, cette localité comptait 1 014 habitants dont 52% de femmes.